# Rosa 'Fragrant Cloud'
La rosa 'Fragant Cloud" (núvol fragant en anglès), (també coneguda com a TANellis), és una cultivar híbrida de te, creat per Mathias Tantau, Jr. a Alemanya el 1963. La planta prové de l'encreuament de les roses 'Prima Ballerina' i de 'Montezuma'. 'Núvol fragant' té premis múltiples guanyats, incloent la Medalla d'or de Portland el 1966, el premi James Aposta Fragrance el 1970, i va ser anomenada Rosa favorita del món el 1981.

## Descripció
'Núvol fragant' és un arbust mitjà-alt d'entre 91 i 152 cm d'alçada amb i d'uns 90 a 121 cm d'extensió radial. Les seves flors són molt grans, de 15cm de diàmetre, i són afuades, amb 26 a 40 pètals. Les flors neixen soles en tiges curtes o en grups petits de 3 a 7 flors. Les flors són de color taronja-coral brillant, i agafen un inusual to morat quan maduren. La rosa té una fragància intensa, cítrica i de rosa damascena; el fullatge verd fosc és molt espinós. 'Núvol fragant' floreix en tongades durant tota l'estació de creixement. La planta creix bé en zona d'USDA 7 o més caloroses.

## Descendents
'Núvol fragant' va usar-se per hibridar les següents varietats:
- Rosa 'Alec's Red'
- Rosa 'Bengal Tiger'
- Rosa 'Boogie Woogie'
- Rosa 'Forgotten Dreams'
- Rosa 'Friendship'
- Rosa 'Gitte
- Rosa 'Harmonie'
- Rosa 'Just Joey'
- Rosa 'Kleopatra'
- Rosa 'Rose Rhapsody'
- Rosa 'Tenerife'
- Rosa 'Typhoo Tea'
- Rosa 'Velvet Fragrance'[3]

## Premis
- Royal National Rose Society (RNRS), trofeu Internacional del president (PIT), (1964)[2]
- Medalla d'or a Portland, (1966)[2]
- Premi James Gamble Fragrance, (1970)[2]
- Rose favorita del món, (1981)[2]